# Svájci forgalmi rendszámok

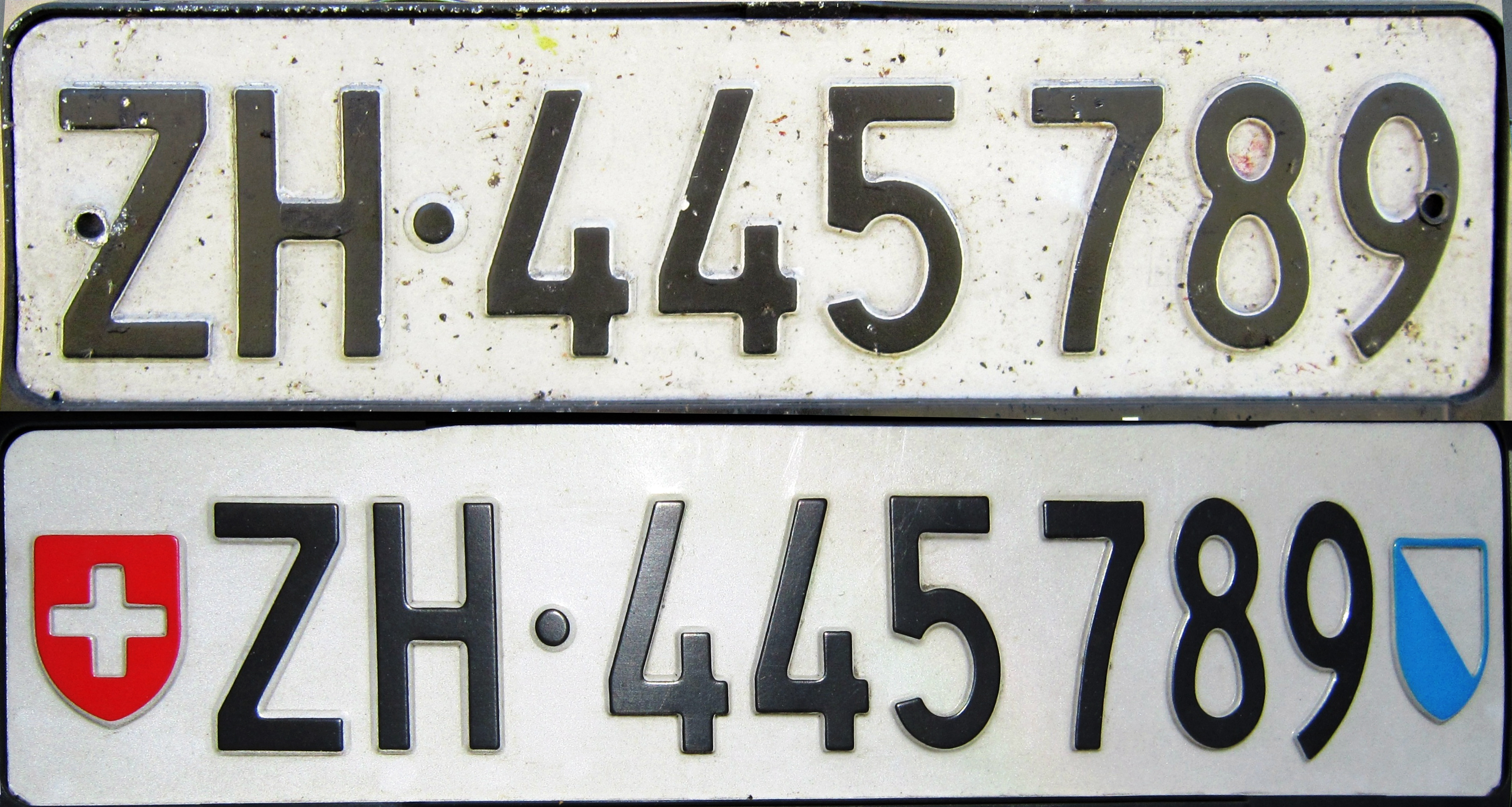
Első és hátsó oldali rendszám
ZH = Zürich kanton

Ez a szócikk a svájci forgalmi rendszámok történetéről szól.

## Formátum

### Területi betűkódok

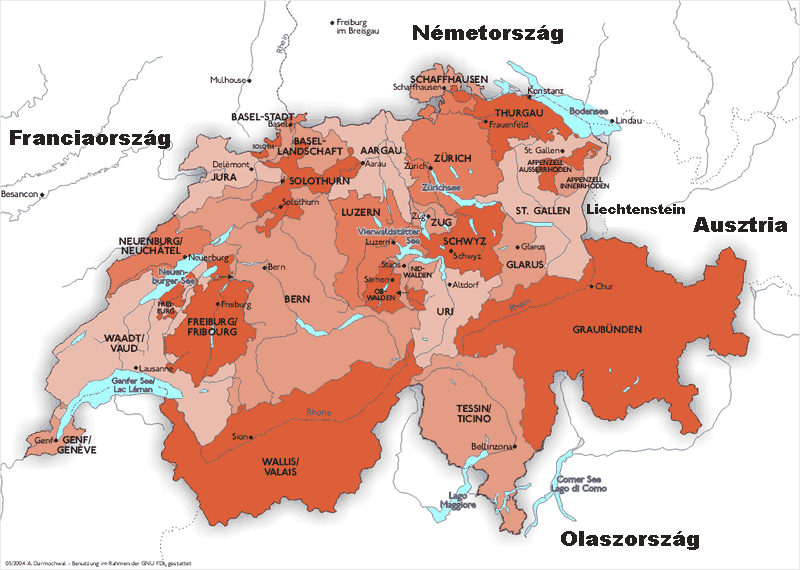
A svájci forgalmi rendszámok betűkódjainak földrajzi helyzete

Az 1933 óta hatályban lévő rövidítések és a megfelelő kantonok vagy fél kantonok kódjai: (Zárójelben a helyi elnevezés(ek) látható.)
- AG -  Aargau (Aargau)
- AI -  Belső-Appenzell (Appenzell Innerrhoden)
- AR -  Külső-Appenzell (Appenzell Ausserrhoden)
- BE -  Bern (Bern/Berne)
- BL -  Bázel-vidék (Basel-Landschaft)
- BS -  Bázel-város (Basel-Stadt)
- FR -  Fribourg (Fribourg/Freiburg)
- GE -  Genf (Genève)
- GL -  Glarus (Glarus)
- GR -  Graubünden (Graubünden/Grigioni/Grischun)
- JU -  Jura (Jura)
- LU -  Luzern (Luzern)
- NE -  Neuchâtel (Neuchâtel)
- NW -  Nidwalden (Nidwalden)
- OW -  Obwalden (Obwalden)
- SG -  Sankt Gallen (Sankt Gallen)
- SH -  Schaffhausen (Schaffhausen)
- SO -  Solothurn (Solothurn)
- SZ -  Schwyz (Schwyz)
- TG -  Thurgau (Thurgau)
- TI -  Ticino (Ticino)
- UR -  Uri (Uri)
- VD -  Vaud (Vaud)
- VS -  Wallis (Valais/Wallis)
- ZG -  Zug (Zug)
- ZH -  Zürich (Zürich)